# Jincheon
Powiat Jincheon (kor. 진천군, Jincheon-gun) znajduje się w prowincji Chungcheong Północny w Korei Południowej.

## Historia
Podczas okresu dynastii Goguryeo, powiat zwał się Gummulno-gun lub Manno-gun lub Suji / Sinji. W czasie okresu panowania królestwa Silla zmieniono nazwę Hukyang-gun, a następnie zmieniono znów nazwę na Hwangyang-gun.

## Geografia
Od wschodu powiat graniczy z powiatem Goesan, od zachodu z miastem Cheonan, od południa z powiatem Cheongwon a od północy z miastem Anseong. Południowo-zachodnia część powiatu jest górzysta. Część północno-wschodnia to bardzo żyzne pola. W powiecie znajdują się dwa sztuczne jeziora.

## Produkcja
Użytków rolnych jest 28,5% czyli 11 572 ha (dane z 1991 roku). Z tego na uprawę ryżu przeznaczone jest 7615 ha a warzyw 3957 ha. Powiat jest ważnym ośrodkiem produkcji ryżu w Korei Południowej.

## Symbole
- Ptak – Sroka
- Kwiat – Róża
- Drzewo – Miłorząb

## Warto zobaczyć
- Rezerwat Czapli w Nowon-li, Iwol-myeon - pow. 68 968 m²,
- Świątynia Gilsang (Gilsangsa) z portretem Generała Kim Yu Sina (595-673), który dokończył dzieło zjednoczenia Trzech Królestw Korei
- Wieża Zjednoczenia Botapsa - najwyższa na świecie (42,7 m) wieża zbudowana bez użycia gwoździ
- Świątynia Męczenników Baethi - katolicka świątynia
- Damanbat - miejsce narodzin generała Kim Yu Sina
- Sanchuk-ri - miejsce narodzin Lee Sang Seola (1870–1917)
- Jincheon Nonggyo - most
- Świątynia Songgang
- Góra Manrae - wys. 611 m
- Góra Doota

## Miasta partnerskie
- Vallejo – Stany Zjednoczone